# 昆阳铁路
昆阳铁路，是成昆铁路支线。由成昆线读书铺站至中谊村，全长30.5公里。
1970年，昆阳铁路建成通车，主要負責承担磷矿石运输。在渲村站延伸经晋宁至贵昆线金马村站，与贵昆铁路联接，为南环线，全长107公里。在昆阳铁路上，有小海口站、白塔村站、海口站、中谊村站。